# North Smithfield
North Smithfield és una població dels Estats Units a l'estat de Rhode Island. Segons el cens del 2000 tenia 10.618 habitants.

## Demografia
Segons el cens del 2000, North Smithfield tenia 10.618 habitants, 3.954 habitatges, i 2.957 famílies. La densitat de població era de 170,5 habitants per km².
Dels 3.954 habitatges en un 31% hi vivien nens de menys de 18 anys, en un 64% hi vivien parelles casades, en un 7,8% dones solteres, i en un 25,2% no eren unitats familiars. En el 21,3% dels habitatges hi vivien persones soles el 12,4% de les quals corresponia a persones de 65 anys o més que vivien soles. El nombre mitjà de persones vivint en cada habitatge era de 2,61 i el nombre mitjà de persones que vivien en cada família era de 3,05.
Per edats la població es repartia de la següent manera: un 22,4% tenia menys de 18 anys, un 5,7% entre 18 i 24, un 27,2% entre 25 i 44, un 26,8% de 45 a 60 i un 18% 65 anys o més.
L'edat mediana era de 42 anys. Per cada 100 dones de 18 o més anys hi havia 86,8 homes.
La renda mediana per habitatge era de 58.602 $ i la renda mediana per família de 67.331 $. Els homes tenien una renda mediana de 43.133 $ mentre que les dones 30.748 $. La renda per capita de la població era de 25.031 $. Aproximadament l'1,9% de les famílies i el 3,5% de la població estaven per davall del llindar de pobresa.